# Michael Anthony Marsh
Michael Anthony Marsh (* 22. November 1947) ist ein britischer Politikwissenschaftler und Hochschullehrer.

## Leben und Wirken
Michael Anthony Marsh studierte Politikwissenschaft an der University of Essex und erwarb dort 1970 den Magistergrad. Anschließend war er dort als wissenschaftlicher Assistent tätig und wechselte dann mit dieser Funktion an die University of Strathclyde, wo er 1980 zum Ph.D. promovierte. Anschließend wechselte er an das Trinity College Dublin, wo er zunächst als Dozent, später als außerordentlicher Professor tätig wurde.
Sein wissenschaftlicher Schwerpunkt liegt vor allem im Bereich der politischen Wahlforschung in Irland.
Im Jahre 2016 wurde er Mitglied der Royal Irish Academy.

## Veröffentlichungen (Auswahl)
- Electoral preferences in Irish Recruitment. The 1977 election. In: European journal of political research, Bd. 9 (1981), S. 61–74.
- Localism, Candidate Selection and Electoral Preferences in Ireland. The General Election of 1977. In: The Economic and Social Review, Bd. 12 (1981), S. 267–286.
- The Voters Decide? Preferential Voting in European List Systems. In: European journal of political science, Bd. 13 (1985), S. 365–378.
- Electoral evaluations of candidates in Irish general elections 1948–82. In: Irish Political Studies, Bd. 2 (1987), S. 65–76.

- (Hrsg., mit Michael Gallagher): Candidate selection in comparative perspective. The secret garden of politics (= Sage modern politics series, Bd. 18). Sage, London 1988, ISBN 0-8039-8124-4.
- (mit R. Darcy): Decision heuristics. Ticket-splitting and the Irish voter. In: Electoral studies, Bd. 13 (1994), S. 38–49.
- Testing the
- (Hrsg.): How Ireland voted 1997. Westview Press, Boulder, Colo. 1999, ISBN 0-8133-3217-6.
- Parteireaktionen auf Veränderungen in den Wahlermärkten in Irland. In: Peter Mair (Hrsg.): Parteien auf komplexen Wählermärkten. Reaktionsstrategien politischer Parteien in Westeuropa. Signum, Wien 1999, S. 247–284, ISBN 3-85436-306-0.
- (mit Michael Gallagher): Days of blue loyalty. The politics of membership of the Fine Gael party. PSAI Press, Dublin 2002, ISBN 978-0-9519748-6-5.
- (mit Mark N. Franklin u. Patrick Lyons): The Generational Basis of Turnout Decline in Established Democracies. In: Acta Political, Bd. 39 (2004), S. 115–151.
- Party Identification in Ireland: An Insecure Anchor for a Floating Party System. In: Electoral studies, Bd. 25 (2006), S. 489–506.
- Candidates or Parties? Objects of Electoral Choice in Ireland. In: Party Politics, Bd. 13 (2007), S. 500–527.
- (Mithrsg.): European Elections after Eastern Enlargement. Preliminary results from the European Election Study 2004. CONNEX, Mannheim 2007.
- (Hrsg., mit Michael Gallagher): How Ireland voted 2011. The full story of Ireland's earthquake election. Palgrave Macmillan, Basingstoke 2011, ISBN 0-230-34882-3.
- Voting on Europe, again and again: stability and change in the Irish experience with EU referendums. In: Electoral studies, Bd. 38 (2015), S. 170–182.
- (Hrsg., mit Michael Gallagher): How Ireland voted 2016. The election that nobody won. Palgrave Macmillan, Cham 2016, ISBN 978-3-319-40888-0.
- (Mithrsg.): A conservative revolution? Electoral change in Twenty-First Century Ireland. Oxford University Press, New York 2017, ISBN 978-0-19-874403-0.
- Electoral Systems in Context: Ireland. In: Erik S. Herron u. a. (Hrsg.): The Oxford handbook of electoral systems. Oxford University Press, New York 2018, S. 651–672, ISBN 978-0-19-025865-8.
- (Hrsg., mit David M. Farrell u. Theresa Reidy): The post-crisis Irish voter. Voting behaviour in the Irish 2016 general election. Manchester University Press, Manchester 2018, ISBN 978-1-5261-2264-3.
- (Hrsg., mit Michael Gallagher u. Theresa Reidy): How Ireland voted 2020. Palgrave Macmillan, Cham 2021, ISBN 978-3-030-66404-6.
- The (un)changing Irish voter. In: David M. Farrell (Hrsg.): Handbook of Irish politics. Oxford University Press, Oxford 2021, S. 558–576, ISBN 978-0-19-882383-4.
- Ireland. Religion and politics. In: José Ramón Montero u. a. (Hrsg.): Religious voting in Western democracies. Oxford University Press, Oxford 2023, S. 302–315, ISBN 978-0-19-880785-8.
- Voting behaviour. In: John Coakley (Hrsg.): Politics in the Republic of Ireland. Routledge, London 2024, S. 168–197, ISBN 978-1-032-35765-2.